# Diwanit bugale
Chansons représentant la France au Concours Eurovision de la chanson
Il me donne rendez-vous
(1995) Sentiments songes
(1997)
Diwanit bugale (« Que naissent/germent les enfants » en breton) est la chanson qui a représenté la France au Concours Eurovision de la chanson 1996. Cette chanson bretonne a été interprétée en breton par l'Héritage des Celtes, mené par le guitariste Dan Ar Braz.

## Présentation

### Description artistique

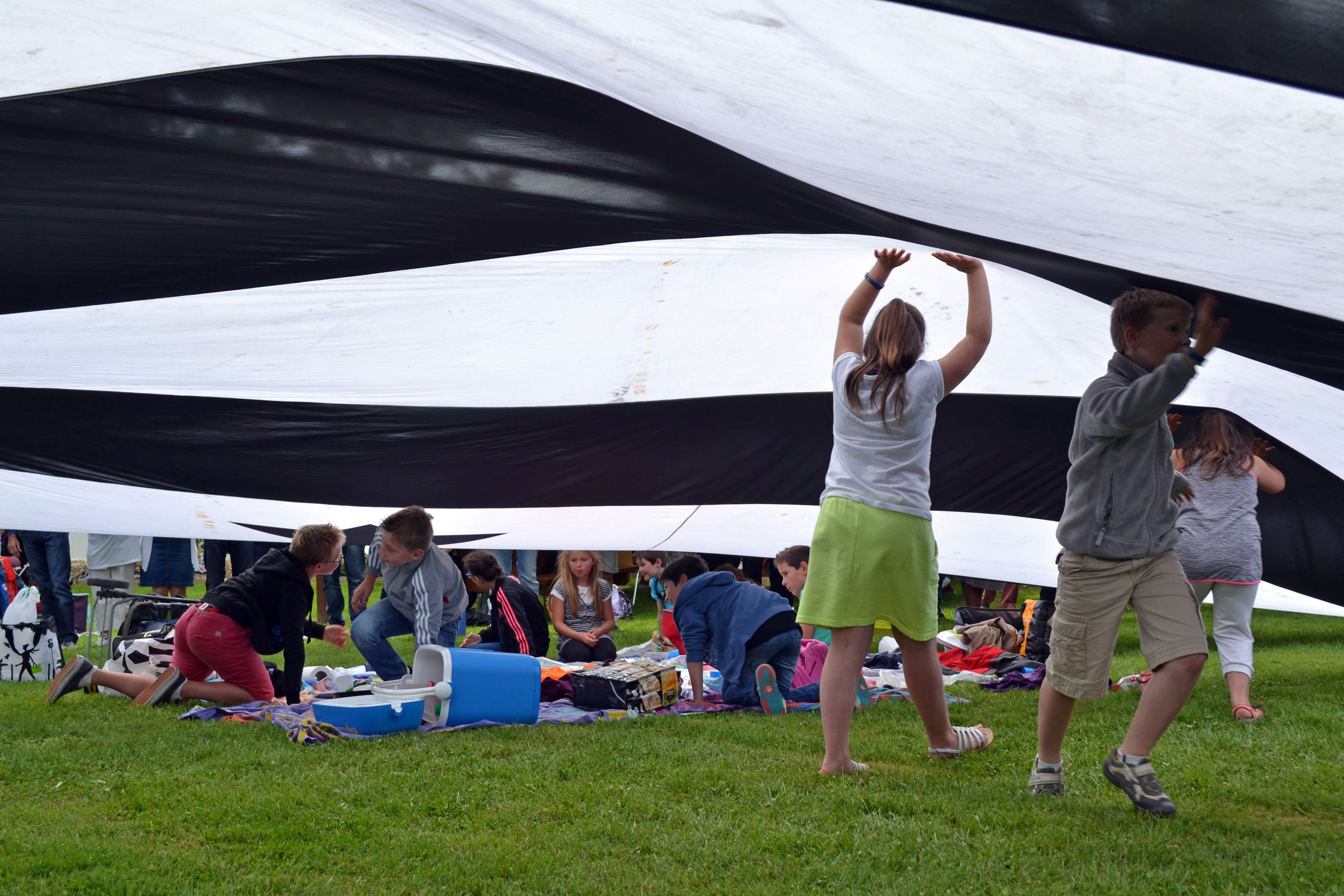
Enfants sous un drapeau breton.

La chanson a été écrite auparavant par le chanteur nationaliste Gweltaz Ar Fur (sous le titre Didostait Bugale) et la musique est composée par Dan Ar Braz. C'est une ballade lente et calme, où les paroles expriment le désir que les enfants naissent « avec des yeux plein de rires sous la pluie ». Les paroles contiennent aussi cette phrase : « Et si belle est cette façon/De parler cette langue/Qui m'échappe malheureusement »  . 
Le pont musical de cette chanson utilise les uilleann pipes, procédé classique dans une musique celtique.

### L'Eurovision et les retombées

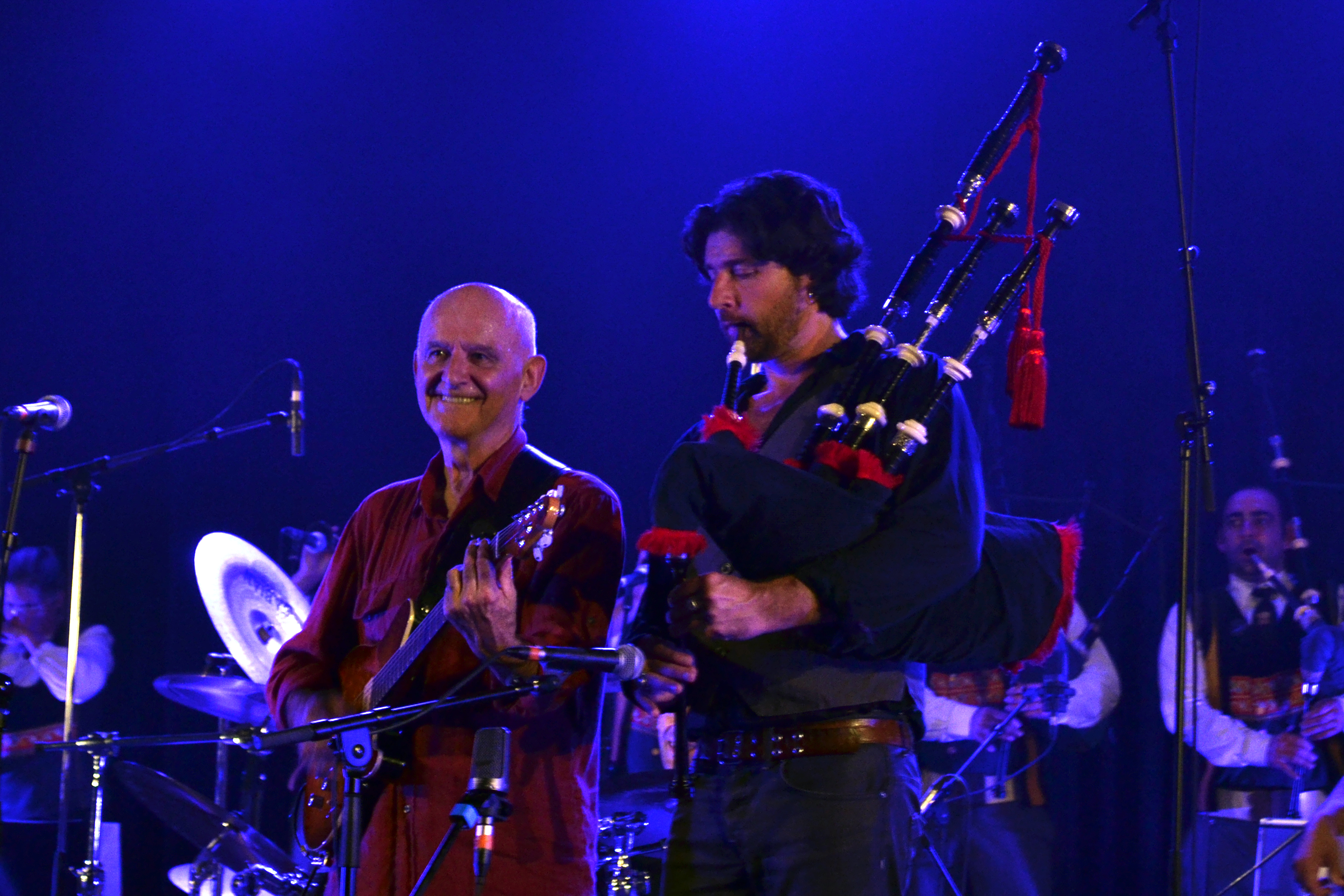
Dan Ar Braz à la guitare et Ronan Le Bars à la cornemuse participent au concours

Elle est intégralement interprétée en breton, qui est une des langues régionales de France, comme l'impose la règle entre 1976 et 1999. L'orchestre est dirigé par Fiachra Trench (en).
La chanson est passée en 13e position, après la Norvège avec I evighet (en) et avant la Slovénie avec Dan najlepših sanj (en). Avec 18 points elle a terminé à la 19e place sur 23,.
Diwanit Bugale est la première chanson représentant la France à l'Eurovision ne contenant pas un mot en français. Aucune version en français n'a même été enregistrée. Dans les années 1990, le Concours était dominé par l'Irlande et la vague de la musique celtique. Ce choix d'une chanson en breton est généralement reconnu comme la réponse à ce type de musique. C'est seulement la seconde fois qu'une langue celtique a pu être entendue à ce concours, après l'Irlande en 1972 avec la chanson en gaélique irlandais Ceol an Ghrá (en). Dans Diwanit Bugale, la référence celtique est accentuée par la présence dans le groupe de l'Écossaise Karen Matheson et de la Galloise Elaine Morgan.
Eimear Quinn, la gagnante du Concours de cette année-là avec la chanson The Voice en a enregistré une version. Le groupe irlandais Anúna (en) a également repris cette chanson à son répertoire, apparaissant sur l'album Omnis.

## Discographie
- 1997 : Finisterres, Dan Ar Braz et l'Héritage des Celtes
- 1998 : Zénith, Dan Ar Braz et l'Héritage des Celtes
- 2014 : Célébration d'un héritage, Dan Ar Braz

## Liste des titres
| 1. | Diwanit bugale                       | Gweltaz Ar Fur, Dan Ar Braz              | Dan Ar Braz      | 3:07 |
| 2. | Language of the Gaels (version live) | Donal Lunny, Donald Shaw, Eoghan O'Neill | Murdo MacFarlane | 4:11 |
| 3. | Borders of Salt                      | Dan Ar Braz                              | traditionnelle   | 4:18 |

## Historique de sortie
| Pays   | Date | Format    | Label    |
| ------ | ---- | --------- | -------- |
| France | 1996 | CD single | Columbia |